# Новый Аманак
Новый Аманак — село в Похвистневском районе Самарской области в составе сельского поселения Старый Аманак.

## География
Находится на расстоянии примерно 14 километров по прямой на северо-северо-запад от районного центра города Похвистнево.

## Население
Постоянное население составляло 135 человек (русские 69 %) в 2002 году, 115 в 2010 году.